# Min mormor hälsar och säger förlåt
Romanen Min mormor hälsar och säger förlåt är Fredrik Backmans tredje bok och följer i samma stilmässiga spår som hans tidigare mycket välkända verk En man som heter Ove. Den utspelar sig återigen grannar emellan och är en humoristisk feelgood med muntert berättardriv. Boken släpptes 30 augusti 2013  och är 447 sidor lång.

## Handling

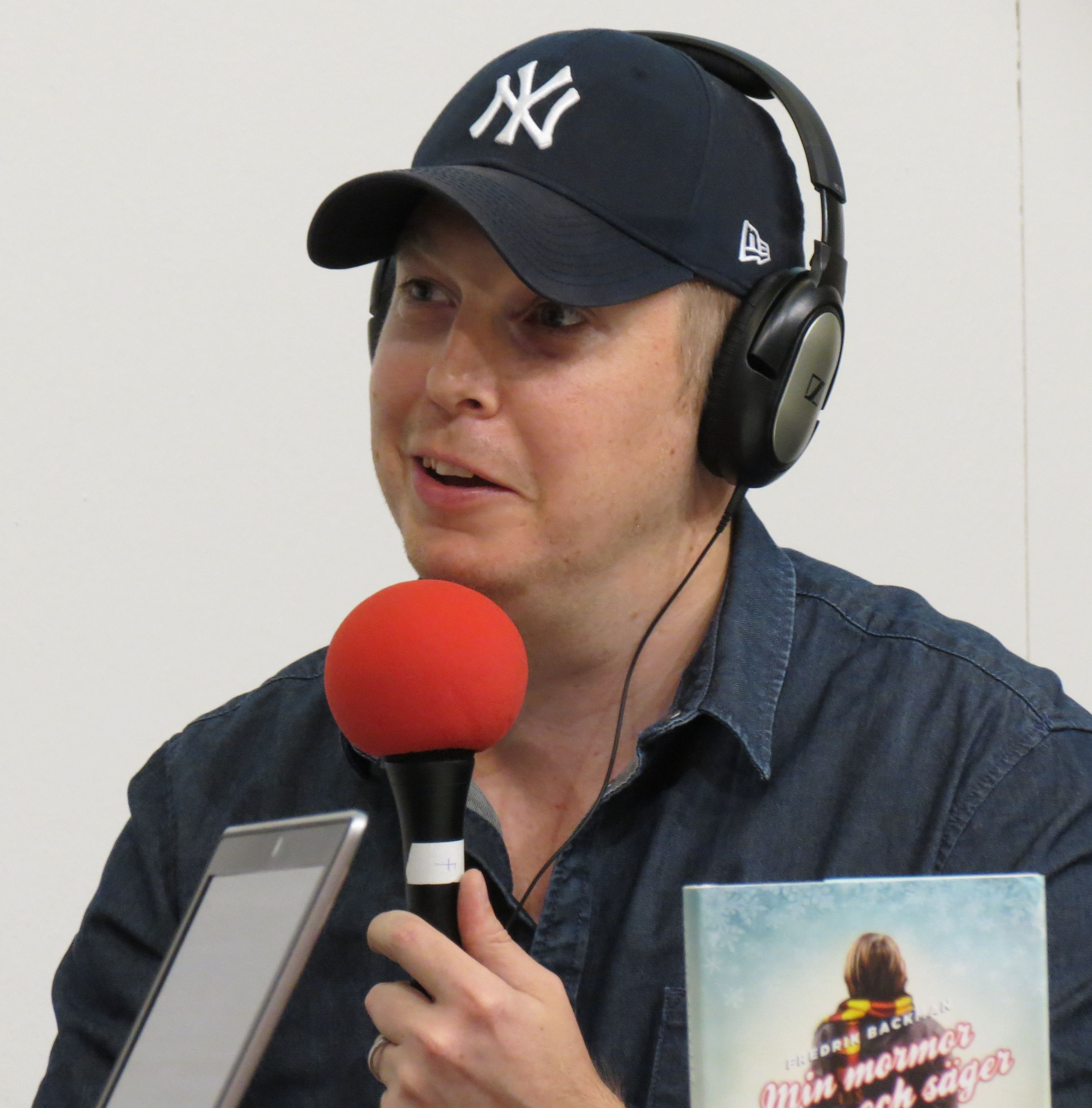
Fredrik Backman under en P4-intervju, med Min mormor hälsar och säger förlåt i förgrunden, den 26 september 2013.

Berättelsen handlar om 7-åriga Elsa, vars bästa vän är hennes lite galna mormor som bor i lägenheten bredvid. Mormor berättar ideligen sagor från Landet-nästan-vaken för Elsa, vilket är deras sagovärld bestående av sex kungariken. Både Elsas och mormors favorit är kungariket Miamas eftersom alla sagor och berättelser härrör därifrån. När mormor plötsligt dör i cancer ger hon Elsa i uppgift att utdela ett antal brev som hon lämnat efter sig, vilka är adresserade till olika personer som mormor ville be om ursäkt. Under utdelningen inser Elsa att de sagor mormor berättat har motsvarigheter i verkligheten och att hon måste hjälpa till att ställa saker till rätta.
Boken utspelar sig mellan grannarna i det lägenhetshus där Elsa bor och har därmed ett stort och färgrikt persongalleri. Där bor snälla, galna och elaka människor jämte besserwissrar och mycket hemlighetsfulla personer. Elsa lär sig om andra människors rädslor och förluster under berättelsens gång, bland annat genom att lära känna krigaren Varghjärta och sin första kompis Vännen, men upptäcker även saker om sig själv och sin familj.

## Karaktärer
Huvudpersonen Elsa är ganska annorlunda i jämförelse med andra barn. Hon samlar svåra ord från Wikipedia, gillar regler och Harry Potter och har svårt att skaffa vänner. I skolan är hon mycket mobbad, vilket hennes mormor vet om och gör sitt bästa för att få Elsa att glömma. Mormor är en mycket betydande karaktär och är egentligen Elsas motsats; finns det en regel så ser hon till att bryta den. Hon har tidigare arbetat som läkare i krigsdrabbade länder och hjälpt utsatta barn men nu är hennes största uppgift att hjälpa Elsa.